# Mirosław Handke

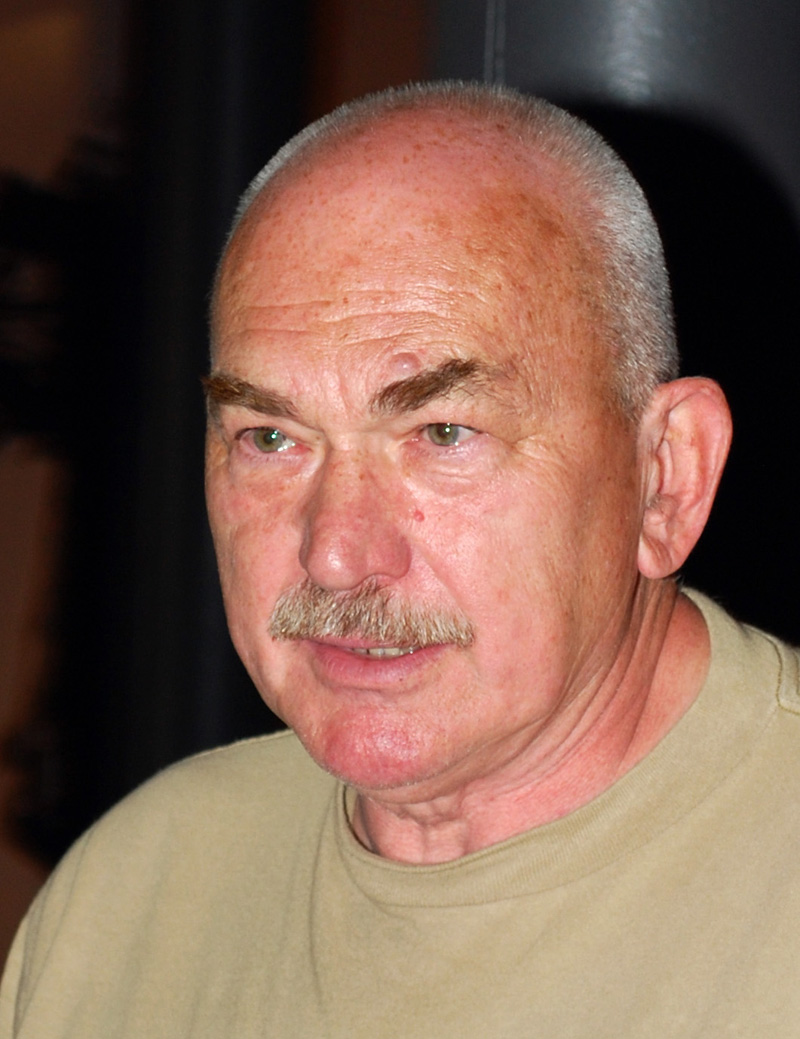
Mirosław Handke (2010)

Mirosław Józef Handke (* 19. März 1946 in Leszno; † 22. April 2021 in Krakau) war ein polnischer Chemiker und Politiker. Er war Professor für Chemie und beschäftigte sich mit der Schwingungsspektroskopie und der physikalischen Chemie von Silicaten. Von 1993 bis 1998 war er Rektor der AGH Wissenschaftlich-Technischen Universität. Im Kabinett Buzek war er von 1997 bis 2000 Bildungsminister.

## Leben
Mirosław Handke studierte bis 1969 an der Fakultät für Mathematik, Physik und Chemie der Jagiellonen-Universität und war anschließend als Assistent an der AGH Wissenschaftlich-Technischen Universität tätig. Im Jahr 1974 promovierte er und wurde Assistenzprofessor an der AGH. 1981 war Handke Vorsitzender des Betriebsrats der Gewerkschaft Solidarność an der AGH. Er habilitierte 1985 und war anschließend als Hochschullehrer tätig.
Von 1988 bis 1991 leitete Handke die Abteilung für Silicatchemie der AGH. Gleichzeitig war er auch stellvertretender Direktor des Instituts für Werkstofftechnik der Universität. Er war von 1990 bis 1993 stellvertretender Dekan für Werkstoffwissenschaften und Werkstofftechnik. 1992 wurde er außerordentlicher Professor, 1993 Professor für Chemie. Von 1991 bis 1993 leitete er erneut die Abteilung für Silicatchemie sowie von 1993 bis 1996 und von 2000 bis 2012 die Abteilung für Silicatchemie und Makromoleküle. Außerdem war er von 1993 bis 1998 Rektor der AGH.
Handke war 1986 Mitglied des Ausschusses für Keramikwissenschaft und 1994 Mitglied des Ausschusses für Chemie der Polnischen Akademie der Wissenschaften. Von 1993 bis 1997 war er auch stellvertretender Vorsitzender des Rektorenkollegiums der Hochschulen in Krakau. Er veröffentlichte etwa 100 wissenschaftliche Arbeiten auf dem Gebiet der physikalischen Chemie von Silicaten und der Schwingungsspektroskopie.
Vom 31. Oktober 1997 bis zum 20. Juli 2000 war Handke für das Wahlbündnis Akcja Wyborcza Solidarność Bildungsminister in der Regierung von Jerzy Buzek. Als Bildungsminister war er für die Reform des polnischen Bildungssystems im Jahr 1999 verantwortlich. Mit der Reform wurde die Grundschule auf sechs Jahre verkürzt und eine dreiklassige Mittelschule eingeführt. Er war auch für die Gestaltung der neuen Maturaprüfungen mitverantwortlich. Er trat wegen eines Fehlers in der Schätzung des Ministeriums zu den Kosten der Gehaltserhöhung für Lehrer zurück – das Budget sah für diesen Zweck keine zusätzlichen 700 Millionen Złoty vor.
Mirosław Handke wurde auf dem Friedhof Rakowicki beerdigt.

## Auszeichnungen und Ehrungen
Im Jahr 1999 wurde Handke Ehrenbürger von Jarosław. 2011 erhielt er auf Beschluss von Bronisław Komorowski das Ritterkreuz des Orden Polonia Restituta. Bei der Verleihung durch Katarzyna Hall am 4. Juni 2011 erklärte Handke nachdem der Orden an seinem Revers befestigt wurde, er habe gegen die Regel verstoßen, keine Orden anzunehmen und entfernte ihn wieder. 2019 erhielt er dann das Offizierskreuz des Orden Polonia Restituta von Andrzej Duda.